# 蒲郡温泉

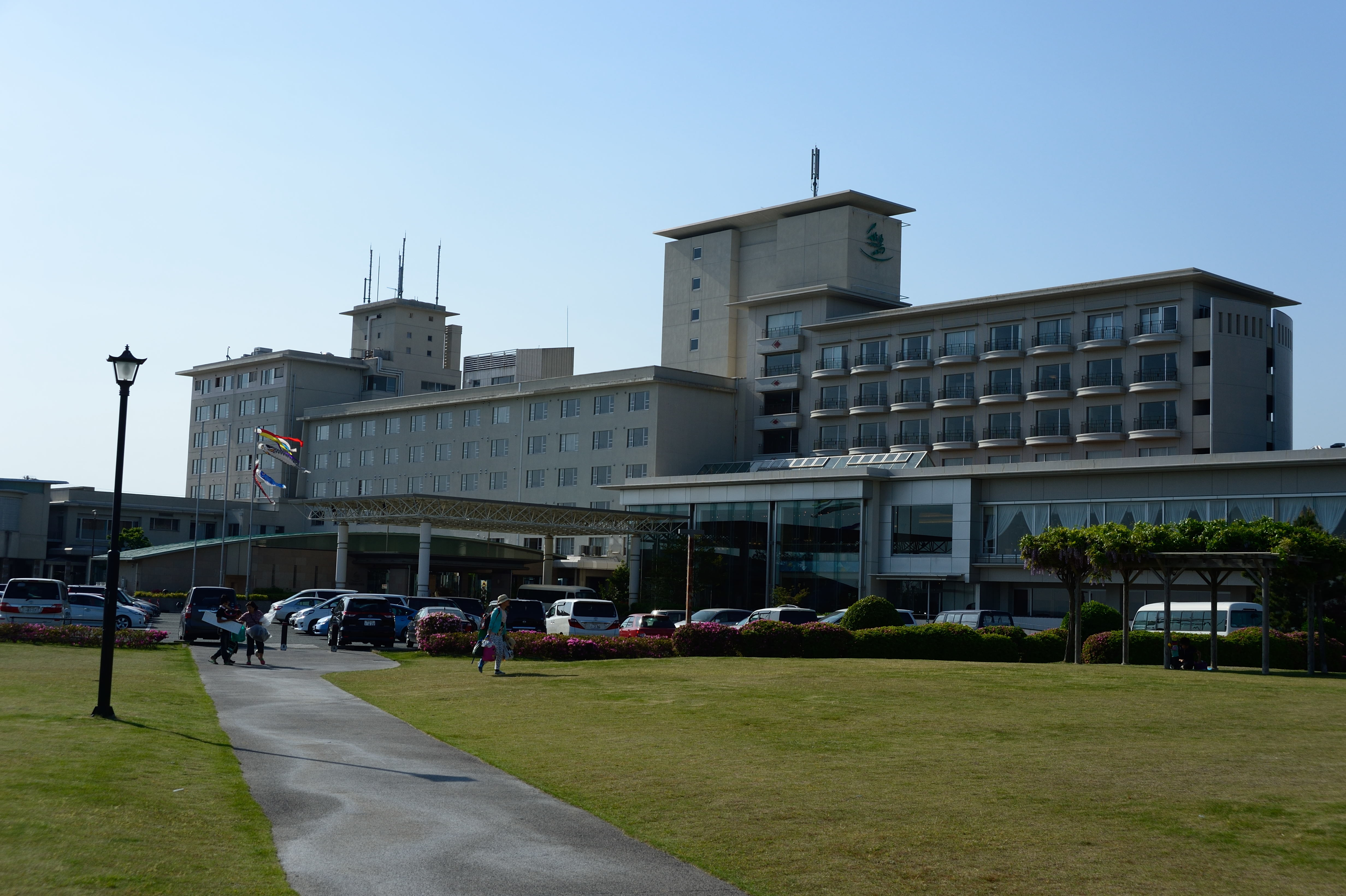
ホテル竹島

蒲郡温泉（がまごおりおんせん）は、愛知県蒲郡市にある海岸沿いの温泉。

## 概要
市のシンボルである竹島を望む。蒲郡市内には他に三谷、西浦、形原の温泉地があり、これらを総称して蒲郡温泉郷と呼ぶことがあるが、蒲郡温泉はその中の一つ、竹島沿岸の温泉地を指す名称である。

## 泉質・効能

### 泉質
- ナトリウム・カルシウム：塩化物泉
- 泉温：35度

### 効能
神経痛、筋肉痛、関節痛、慢性消化器疾患など。
注意点は効能は万人に対してその効果を保証するものではない。

## 温泉街
古くから要人や文人墨客に好まれた竹島を望む海岸沿いに数件の温泉旅館、リゾートホテルが立地しているが、他の三温泉地のように温泉街という雰囲気ではない。主な宿泊施設に『ホテル竹島』、『蒲郡クラシックホテル ※温泉入浴施設は無い』などがある。竹島近くには竹島水族館や生命の海科学館などがある。

## アクセス
- 鉄道 : JR東海道本線 蒲郡駅下車、徒歩で約20分。